# Jacques d'Arthois

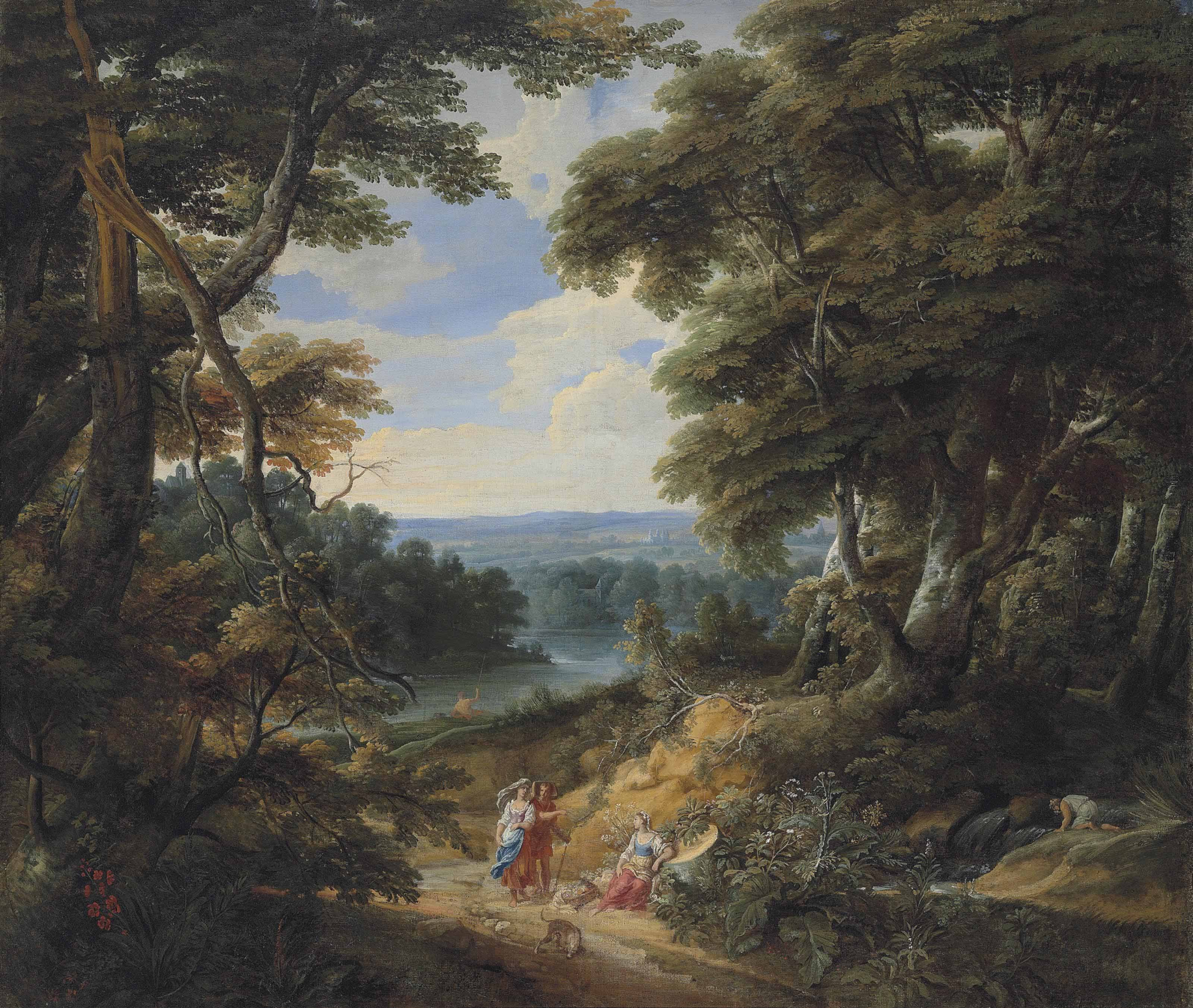
Paisagem com Castelo e Imagens

Jacques d'Arthois (12 de outubro, 1613 (batismo) - Maio, 1686) foi um pintor do Barroco flamengo que trabalhava com pintura de paisagem. Foi um dos poucos pintores de paisagens do século XVII de Bruxelas cuja fama foi lembrada nos séculos seguintes, quando seu estilo foi imitado ou seguido por muitos outros paisagistas.

## História
Nasceu Bruxelas e foi aluno de Jan Mertens, tendo se tornado mestre na Guilda de São Lucas local. Entre seus alunos estavam seu irmão, Nicolaes, seu filho, Jan Baptist, Alexandre van Herssen e possivelmente Salomon Leonardus Harssens) e Philippe van Dapels. Os pintores que trabalharam em seu ateliê são referidos coletivamente como Os Pintores da Floresta de Sonian. Em 1655, foi nomeado criador de tapeçarias da cidade de Bruxelas. 